# Company Flow
Company Flow est un groupe de hip-hop américain, originaire de Brooklyn, à New York. Formé dans le Queens en 1992, il est considéré comme l'un des groupes les plus influents dans le hip-hop de la fin des années 1990.

## Biographie
El-P forme le groupe en 1992, après avoir tenté de se lancer dans une carrière solo. Avec DJ Mr. Len, Company Flow lance son premier single Juvenile Techniques en 1993. Le suivant, 8 Steps to Perfection, et leur premier EP, Funcrusher (1996), deviennent des succès underground. Ce dernier se vend à 30 000 exemplaires malgré son format double-vinyle. En conflit avec le label Libra Records, Company Flow attend d'obtenir un contrat respectant leurs termes. Ils signent finalement au label Rawkus Records, et aident à faire revivre la scène hip-hop underground avec notamment Mos Def. Leur premier album, Funcrusher Plus, est publié le 28 juillet 1997 au label, et devient l'un des albums les importants de la scène hip-hop à la fin des années 1990. Le single extrait de l'album, Blind, atteint les classements musicaux. Après deux ans de tournée en promotion de l'album, le membre Bigg Jus décide de partir de son côté et le groupe se sépare en bons termes. El-P et Mr. Len se lancent dans leur album instrumental Little Johnny from the Hospitul: Breaks & Instrumentals Vol.1 publié chez Rawkus. 
En 2000, ils rompent leur relation avec Rawkus. Le label est accusé de négliger les talents du groupe et de la malhonnêteté financière. L'équipe du label est peu après renvoyée avant Noël, et Company Flow annonce leur départ de Rawkus peu de temps après. Chacun de leur côté, El-P et Mr. Len mettent un terme à leur contrat avec Rawkus. El-P lance son propre label, Definitive Jux, et poursuit sa carrière solo. Mr. Len fait de même avec Dummy Smacks Records. Bigg Jus publie chez Big Dada et Mush Records. 
Bigg Jus annonce en 2006 travailler sur un nouvel album de Company Flow, suggérant donc une éventuelle réunion du groupe. Company Flow se réunit pour un show le 17 octobre 2007 à Brooklyn, New York, et le 16 juillet 2011, et aux côtés de Portishead au festival inaugural de I'll Be Your Mirror le 23 juillet 2011. Company Flow joue son dernier show en tant que groupe au Coachella de 2012.

## Discographie

### Albums studio
- 1997 : Funcrusher Plus
- 1999 : Little Johnny From the Hospitul: Breaks & Instrumentals Vol.1

### EP
- 1996 : Funcrusher EP

### Singles
- 1994 : Juvenile Technique
- 1996 : 8 Steps to Perfection
- 1996 : Infokill
- 1997 : Blind
- 1998 : End to End Burners... Episode 1
- 1999 : Patriotism, de l'album Soundbombing 2
- 2000 : D.P.A. (As Seen on TV)

### Apparitions
- 1998 : Jonny Rookie Card de The Boulevard Connection dans l'EP Sut Min Pik
- 1999 : Bladerunners de Mike Ladd dans l'album Welcome to the Afterfuture
- 2000 : Night Time Theme des Infesticons dans l'album Gun Hill Road
- 2001 : Vision of Art de DJ Krush dans l'album Zen